# إعادة توطين
إعادة التوطين (بالإنجليزية: Repopulation)، هي ظاهرة زيادة الحجم العددي لسكان أو كائنات بشرية من نوع معين بعد أن انقرضت تقريبًا.

## الكائنات الحية
مثال على الكائن الحي الذي أعيد توطينه بعد أن أصبح على حافة الانقراض هو كركند الشجر الأسترالي.

## البشر
إعادة توطين البشر بعد حدث كارثي هو مفهوم افتراضي يظهر أحيانًا في الأدب الخيالي وكذلك التقليدي. في هذا السيناريو، عادة ما يكون لديك فردان فقط من الجنس والجنس الآخر نجوا بعد حدوث نوع من الكارثة. ينتهي هذان الزوجان، آخر اثنين من البشر على الأرض، بالتكاثر مع بعضهما البعض، ثم يتكاثر نسلهما مع بعضهما البعض، حتى بعد فترة معينة من الوقت، يكون لكوكب الأرض عدد كبير من الأشخاص.